# Lise Lesèvre
Lise Lesèvre, née Elisa Marie Louise Bogatto le 16 janvier 1901 à Domène (Isère) et morte le 13 septembre 1992 à Paris 14e, est une résistante française.

## Biographie

### Famille
Elisa Marie Louise Bogatto naît à Domène en 1901. En 1919, elle épouse à Grenoble Georges Lesèvre. Le couple a deux enfants, dont Jean Pierre Lesèvre, né en 1927,. La famille s'établit à Lyon.

### Résistance, arrestation et internement
Le 13 mars 1944, alors qu'elle est en possession de documents importants qu'elle doit remettre à un messager de l'Armée secrète, Lise Lesèvre est arrêtée à la gare de Lyon-Perrache par la Gestapo et emmenée à l'École de santé militaire de Lyon, où siège la police allemande. Jetée dans une cave pour la nuit, c'est le lendemain qu'elle fait la connaissance de Klaus Barbie. Dans la salle où elle est emmenée, elle remarque sur une table des instruments étranges. C'est alors que ses tortures commencent : Barbie lui met des menottes à griffes qu'il serre à chacun de ses silences afin que les griffes pénètrent un peu plus dans sa chair. Elle est ensuite pendue par les poignets et frappée. Pour la faire parler, la Gestapo arrête son mari et son fils âgé de 16 ans le 14 mars. Elle doit également subir le supplice de la baignoire, puis celui de la table d'étirement. Mais malgré les souffrances endurées pendant ces dix-neuf jours, allant parfois jusqu'à l'évanouissement, elle n'a jamais parlé.

### Déportation
Elle est ensuite déportée à Ravensbrück et son mari à Dachau, où il meurt du typhus le 21 janvier 1945. Son fils de 16 ans, qui avait été libéré, périt à Lübeck dans le bombardement du Cap Arcona en mai 1945.

### Libération et après-guerre
Libérée le 6 mai 1945, elle est la seule des trois à survivre. En 1987, alors âgée de 86 ans, elle a témoigné au procès de Klaus Barbie.
Elle meurt en 1992 à Paris et est enterrée au cimetière du Père-Lachaise (53e division).

## Distinction
- Médaille de la Résistance française (décret du 24 avril 1946) sous le nom de « Elisabeth Lesèvre, alias Mme Severane »[7]

## Hommages
Une rue de Meyzieu, dans la métropole de Lyon, célèbre son souvenir.
Le musée de l'Armée à Paris conserve son blouson de déportée politique.